# 하인리히 오만공

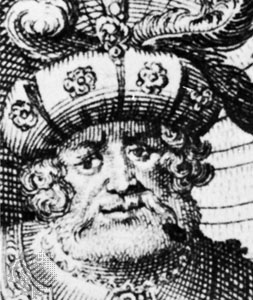
하인리히 오만공

하인리히(Heinrich)는 벨프가의 일원이며 바이에른 공작(으로서는 하인리히 10세(Heinrich X)), 작센 공작(으로서는 하인리히 2세(Heinrich II)), 토스카나 변경백 그리고 스폴레토 공작(으로서는 엔리코(Enrico))이었다. 별명은 오만공(der Stolze, 데어 슈톨츠). 부친은 하인리히 흑공(Heinrich der Schwarze), 모친은 불필드(Wulfhild, 마그누스 폰 작센 공작의 딸), 조부는 벨프가의 중시조 바이에른 공작 벨프 1세이다. 1138년 로마인의 왕 선거에 출마했지만 경쟁자 콘라트 폰 호엔슈타우펜에게 패배하였다.